# حادثه ۱۴۰۱ حرم امام رضا

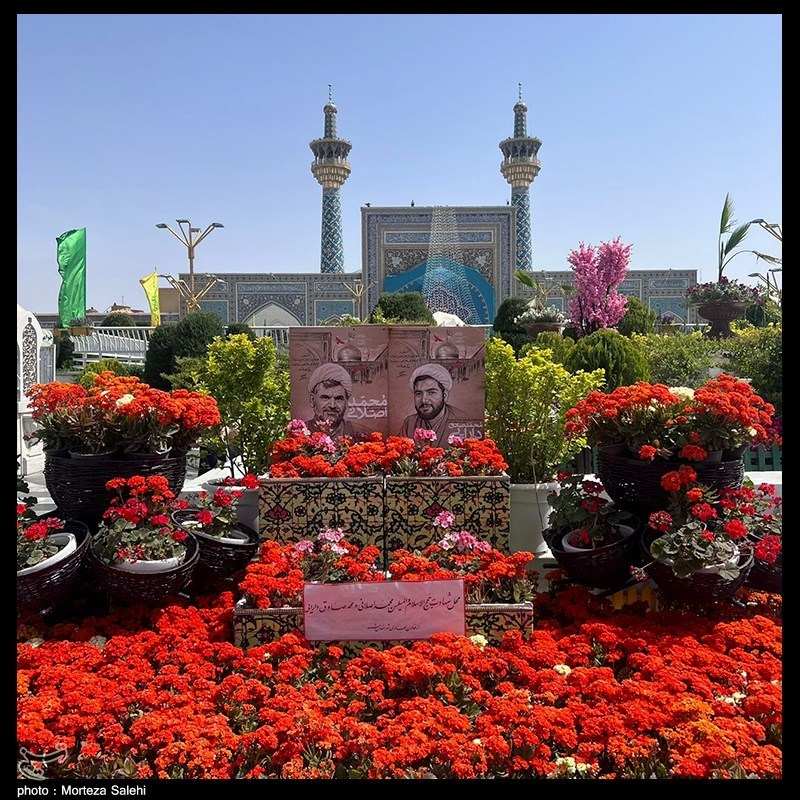
جایگاه قتل در حرم

بعد از ظهر روز سه‌شنبه ۱۶ فروردین ۱۴۰۱ فردی با چاقو به سه روحانی شیعه در حرم امام رضا حمله کرد دو نفر از آنها به نام‌های محمد اصلانی و محمدصادق دارایی کشته شدند و محسن پاکدامن نیز در بیمارستان بستری شد.
ویدیوهای این حادثه و دستگیری ضارب به سرعت در شبکه‌های اجتماعی پخش شد. سید ابراهیم رئیسی، رئیس‌جمهور ایران، حمله به این سه نفر را به جریان تکفیری نسبت داد. به گفته مقام‌های قضایی ایران، تاکنون شش نفر در ارتباط با این حمله دستگیر شده‌اند که دست کم یکی از آنها برادر مظنون است. خبرگزاری تسنیم در گزارشی اختصاصی مدعی شد فرد مظنون عبداللطیف مرادی، با ملیت افغانستانی ، ۲۱ ساله و ازبک‌تبار بوده و به صورت غیرقانونی از پاکستان وارد ایران و ساکن مشهد شده‌است.

## برگزاری دادگاه
پرونده به صورت ویژه در یکی از شعب بازپرسی دادسرای عمومی و انقلاب مشهد مورد رسیدگی قرار گرفت و پس از صدور کیفرخواست، جهت ادامه رسیدگی به دادگاه انقلاب اسلامی مشهد مقدس ارسال شد و در این مرحله از دادرسی، دادگاه پس از بررسی کلیه اسناد و مدارک مربوط به این حادثه، به صورت فوق‌العاده اقدام به برگزاری جلسه علنی رسیدگی به اتهامات متهم عبداللطیف مرادی فرزند محمدطاهر کرد که طی آن و پس از تفهیم اتهام به متهم مبنی بر: «محاربه از طریق کشیدن (تجریدسلاح) بر روی مردم به قصد ازهاق نفس و ایجاد رعب و وحشت که موجبات ناامنی در محیط حرم و حتی خارج از آن را فراهم نموده است» نمود.

## اجرای حکم اعدام
حکم اعدام عبداللطیف مرادی به اتهام محاربه، صبح ۳۰خردادماه ۱۴۰۱ در حضور جمعی از مسولان از طریق چوبه دار در محل زندان وکیل آباد مشهد به مرحله اجرا درآمد.